# Leonel Tejada
Leonel Enrique Tejada Herrera (ur. 11 lutego 2003 w mieście Panama) – panamski piłkarz występujący na pozycji napastnika, reprezentant Panamy.